# 가요정
가요정(賀陽町)은 오카야마현 중앙부에 위치했던 정이다. 현재는 합병으로 기비추오정이 되어있다.

## 역사
- 1889년 6월 1일 - 정촌제 시행에 수반해 조보군 가미타케소촌, 도요노촌, 시모타케소촌, 요시카와촌, 기비군 야마토촌이 성립하였다.
- 1955년 2월 1일 -  조보군 가미타케소촌, 도요노촌, 시모타케소촌, 요시카와촌, 기비군 야마토촌의 5촌이 합병, 정으로 승격해 가요정이 되었다.
- 2004년 10월 1일 - 미쓰군 가모가와정과 신설합병으로 가가군 기비추오정이 되었다. 동일 가요정은 폐지되었다.

## 교통

### 도로
- 오카야마 자동차도(일본어판) - 가요 나들묵
- 국도 제484호선 (일본)(일본어판)